# Fjøløy fyr
Fjøløy fyr blev bygget i 1849 og ligger i Rennesøy kommune nord for Stavanger. Det blev automatiseret i i 1977, men ejes af Kystverket. Nærmeste nabo er Utstein Kloster på naboøen Klosterøy, og fyret bliver derfor let overset af turister. Fyret ligger smukt ved Kvitsøyfjorden og der er udsigt til Karmøy mod nord , mod vest til Kvitsøy og sydover til Tungenes og Randaberg.
Det var sildefiskeriet i midten af 1800-tallet som gjorde at folk pressede på for at få anlagt fyr. I 1849 blev ikke mindre end otte nye fyr sat i drift på strækningen fra Bergen til Stavanger. Fyret brændte i de første år kun om nætterne under sildefisket. Selve fyrhuset målte 2,5 m × 2,5 m. Det var en bonde i nærheden som stod for driften. Snart kom der krav om at forlænge driften. I 1852 var fyret i drift i syv måneder og senere i 1855, ti måneder. Fyret lå på sejlruten til byen og var særdeles vigtig for færdslen. I 1866 byggede Fyrvæsenet et 70 m² stort hus til bolig for fyrvogteren. Huset lå op til fyrlygten. I 1954 blev der bygget et fyrtårn i beton og ny bolig for fyrvogteren nedenfor selve lygten.
Bygningerne er lukket for publikum, men man kan vandre frit i området omkring. I foråret 2013 blev der anlagt eb tursti langs havet fra fyret ind til friluftsområdet ved Fjøløy fort

## Eksterne kilder og henvisninger
- Fjøløy fyr Arkiveret 23. maj 2013 hos  Wayback Machine på Norsk Fyrhistorisk Forenings websted